# Cláudia Ohana
Maria Cláudia Carneiro Silva (sinh ngày 6 tháng 2 năm 1963), được biết đến với nghệ danh là Cláudia Ohana (sau mẹ cô là Nazareth Ohana Silva), là một nữ diễn viên và ca sĩ người Brazil gốc Do Thái. Ở Brazil, cô được biết đến nhiều nhất với vai ma cà rồng Natasha trong telenovela Vamp năm 1991, tuy nhiên trên toàn thế giới, cô nổi tiếng với vai Eréndira trong bộ phim cùng tên năm 1983.

## Tiểu sử
Cô là con gái của nhà làm phim Nazareth Ohana Silva, đã chết năm 1978, và họa sĩ Arthur José Carneiro. Có một chị gái tên là Cristina và là chị cùng cha khác mẹ của nhà văn João Emanuel Carneiro.

## Cuộc sống cá nhân
Mặc dù là con gái của nhà sản xuất ô tô Nazareth Ohana, Cláudia được nuôi bởi người dì ruột của cô, Denise Ohana.
Silva đã kết hôn với nhà làm phim Ruy Guerra từ năm 1981 đến 1984, người mà cô có một cô con gái, tên là Dandara Guerra, sinh ngày 10 tháng 10 năm 1983, cũng là một nữ diễn viên. Cláudia là bà của Martim, sinh ngày 24 tháng 5 năm 2005 và Arto, sinh ngày 19 tháng 8 năm 2012, con trai của Dandara với nam diễn viên Álamo Facó. Cláudia cũng là dì của ca sĩ Bárbara Ohana.
Cô chụp ảnh khỏa thân cho Playboy lần đầu tiên vào tháng 2 năm 1985 và một lần nữa vào tháng 11 năm 2008. Bài tiểu luận năm 1985 của cô đã trở thành lịch sử khi cho thấy một bụi rậm, lần đầu tiên ngay cả thời gian. Gần đây, khi tham gia chương trình Amor e Sexo, Cláudia đã nói đùa về chủ đề này, nói rằng, "với sự thất vọng của nhiều người, tôi đã cạo lông".